# S&W M3
スミス&ウェッソン モデル3 (Smith & Wesson Model 3)は1870年から1915年にかけてスミス&ウェッソンで製造された中折式の回転式拳銃である。

## 設計
中折式であり、トップブレイクを行うとエジェクターロッドが自動で上昇し薬莢が排出される機構を備えている。トリガーメカニズムはシングルアクションである。

## ロシアンモデル

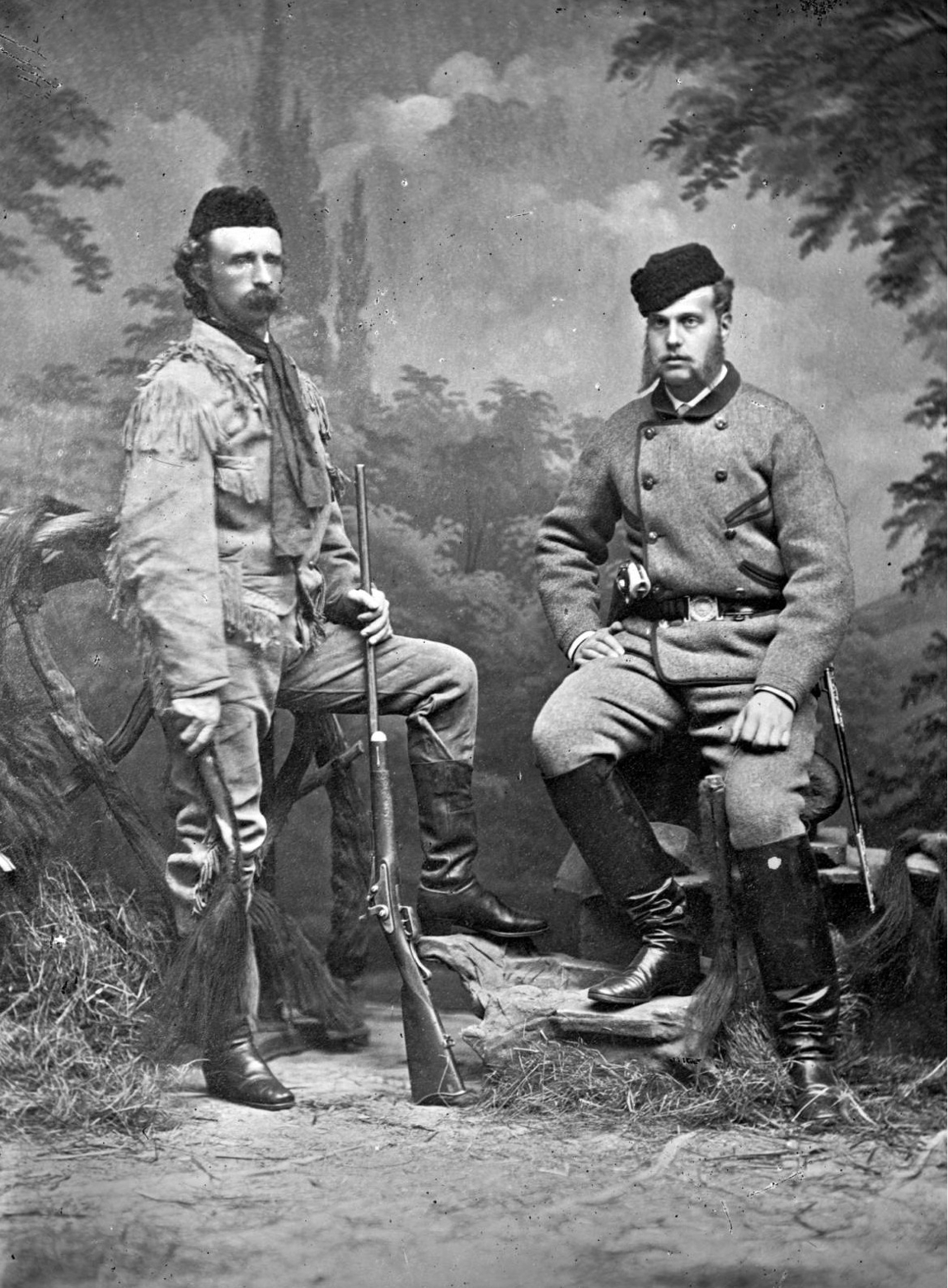
ジョージ・アームストロング・カスターとロシアのセルゲイ・アレクサンドロヴィチによる1872年のバッファロー狩り後の様子。 セルゲイ・アレクサンドロヴィチはホルスターにS&W M3を入れている。

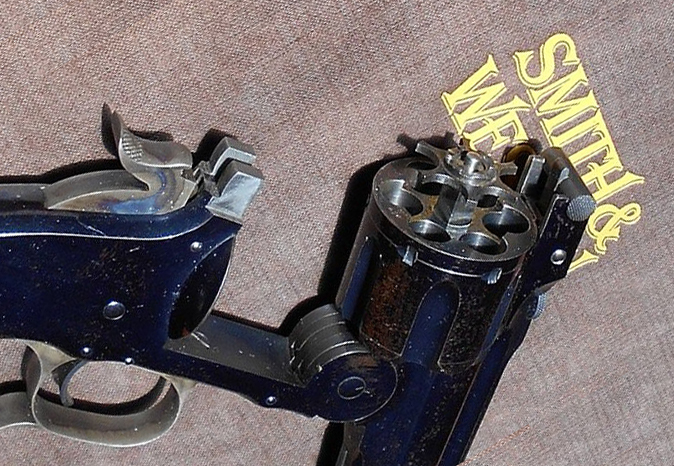
ブレイクアクションが作動したS&W M3、薬莢を排出するエジェクターロッドが自動で上昇している。

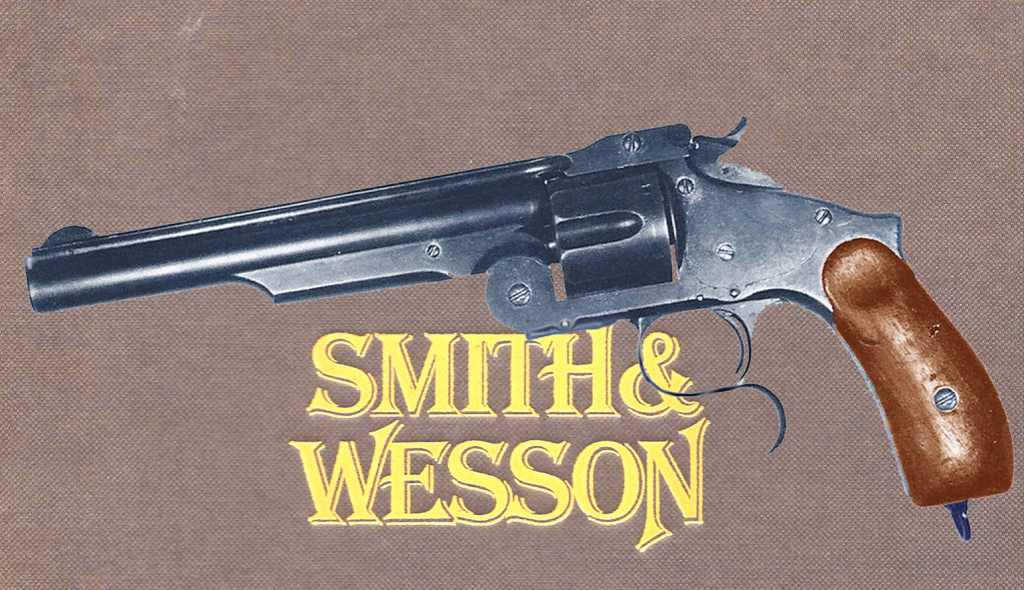
ロシアンモデルのS&W M3

スミス&ウェッソンはロシア帝国からの大量発注によってM3を製造した。最初のものは 1st モデル ロシアンで改良が行われ、2st モデル ロシアンと3st モデル ロシアンが誕生した。口径は.44 Russianで後に.44スペシャル弾の元となった。

## スコフィールド
アメリカ陸軍は 1870 年に .44 S&W American キャリバー モデル 3 リボルバーを採用した、これが米国軍で最初の標準装備の金属薬莢式リボルバーとなった。
1875年、米国兵器委員会は、ジョージ・W・スコフィールド少佐の設計改良を取り入れたモデル3リボルバー（いわゆる「スコフィールド・リボルバー」）を軍が装備する契約をスミス&ウェッソンに与え。スミス&ウェッソンは.45コルト弾より短い.45 Schofieldを開発した。
アメリカ陸軍は.45 Schofieldを標準弾薬として採用したが、スコフィールド・リボルバーはシリンダーが短いため、既に多くの在庫があった.45コルト弾を装填することが出来ないことが判明し、その後、アメリカ陸軍はスコフィールド・リボルバーの使用を取りやめ、1874年に採用した.45 Schofieldと.45コルト弾の両方を装填することが出来るコルト・シングル・アクション・アーミーに置き換えられた。
設計改良を行ったジョージ・W・スコフィールド少佐は、精神疾患、ストレス、孤立に苦しみ、1882年12月17日にスコフィールド・リボルバーで自殺した。